# Mycale grandis
Mycale grandis är en svampdjursart som beskrevs av Gray 1867. Mycale grandis ingår i släktet Mycale och familjen Mycalidae. Inga underarter finns listade i Catalogue of Life.